# Patrick Jacquin
Pour les articles homonymes, voir Jacquin.
Patrick Jacquin, né le 3 juin 1950 à Châteauroux (Indre) et mort le 25 octobre 2018 à Créteil (Val-de-Marne), est un prêtre catholique français, recteur-archiprêtre de la cathédrale Notre-Dame de Paris de 2003 à 2016.

## Biographie
Patrick Jacquin, né le 3 juin 1950 à Châteauroux, est ordonné prêtre en la cathédrale Notre-Dame pour le diocèse de Paris en 1978 par le cardinal François Marty. D'abord vicaire à la paroisse Saint-François-de-Sales dans le 17e arrondissement de Paris, son ministère est tourné vers le service des jeunes et l'animation des aumôneries d’étudiants. Dans ce cadre, il est responsable du Frat de Jambville, organisateur du pèlerinage étudiant à Chartres et délégué général des Journées mondiales de la jeunesse (JMJ) à Paris.
En novembre 1997, il est nommé recteur des sanctuaires Notre-Dame de Lourdes.
Le cardinal Jean-Marie Lustiger le rappelle à Paris en 2003 en le nommant recteur-archiprêtre de la cathédrale Notre-Dame de Paris, poste où il succède à Jean-Yves Riocreux nommé évêque de Pontoise. Dans ce cadre, il conduit de nombreux projets : création du pèlerinage fluvial de l'Assomption sur la Seine en 2004, restauration du chœur de la cathédrale, installation d'une régie audiovisuelle permettant la transmission en direct des offices et cérémonies à Notre-Dame.
En 2006, il prend, en parallèle de ses fonctions à Notre-Dame, la direction du service national pour l’évangélisation des Jeunes de la conférence des évêques de France. À ce titre, il conduit la délégation française aux JMJ 2008 de Sydney.
Il est également l'instigateur et l'un des principaux artisans de la célébration du jubilé pour le  850e anniversaire de la cathédrale, célébré en 2013 et dont les célébrations culminent avec l'installation des nouvelles cloches lors du week-end des Rameaux,.
Le vendredi 21 mars 2014, à l'occasion de l'année jubilaire Saint Louis, il célèbre la procession de départ de la Sainte Couronne de la cathédrale Notre-Dame de Paris vers la Sainte-Chapelle. Le 17 mai suivant, à l'issue de la procession en hommage au saint Roi organisée par l'association Oriflammes, il accueille les princes Henri d'Orléans et Louis de Bourbon,.
En juin 2016, il est nommé chapelain à la basilique du Sacré-Cœur de Montmartre, après avoir été remplacé à Notre-Dame de Paris par Patrick Chauvet. 
Il meurt dans la nuit du 24 au 25 octobre 2018 à Créteil, des suites d'une péritonite,.

## Décoration
Le 13 juillet 2004, Patrick Jaquin est nommé chevalier de l'ordre national de la Légion d'honneur au titre de ses « 26 ans d'activités sacerdotales ».

## Publications

### Œuvre musicale
- Patrick Jacquin (conseil liturgique), Patrice Sicard (conseil liturgique) et Yves Castagnet (réal.), Cathédrale Notre-Dame de Paris, Les heures de Notre Dame, vol. VI : Sanctoral et Fêtes du Seigneur, Paris, Cathédrale Notre-Dame de Paris, 2012, partitions musicales (OCLC 908088656).

### Ouvrages
- Patrick Jacquin (dir. et coordination générale), André Vingt-Trois (dir.), Dany Sandron (direction scientifique) et al., Notre-Dame de Paris, Strasbourg, La Nuée bleue, coll. « Grâce d’une Cathédrale » (no 6), 2012, 501 p. (ISBN 978-2-8099-0798-8 et 2809907986, OCLC 932745524, BNF 43516265).
- Patrick Jacquin (dir.), La couronne d'épines : cathédrale Notre-Dame de Paris, La Chapelle-Montligeon, Association Maurice de Sully, 2014, 55 p. (OCLC 1040971763).
- Jacques Charles-Gaffiot (préf. Patrick Jacquin), Une passion française : la Couronne d’épines, Paris, Éditions du Cerf, 2014, 156 p. (ISBN 978-2-204-10225-4 et 2204102253, EAN 9782204102254, OCLC 881608893, BNF 43867795, SUDOC 181247178).